# NGC 3150
NGC 3150 ist eine linsenförmige Galaxie vom Hubble-Typ (R)S0(rs)a? im Sternbild Kleiner Löwe am Nordsternhimmel. Sie ist schätzungsweise 324 Millionen Lichtjahre von der Milchstraße entfernt und hat einen Durchmesser von etwa 75.000 Lj.

Im selben Himmelsareal befinden sich u. a. die Galaxien NGC 3151, NGC 3158, NGC 3159, NGC 3161.
Das Objekt wurde am 1. Februar 1886 von Guillaume Bigourdan entdeckt.